# 스발바르 국제 종자 저장고

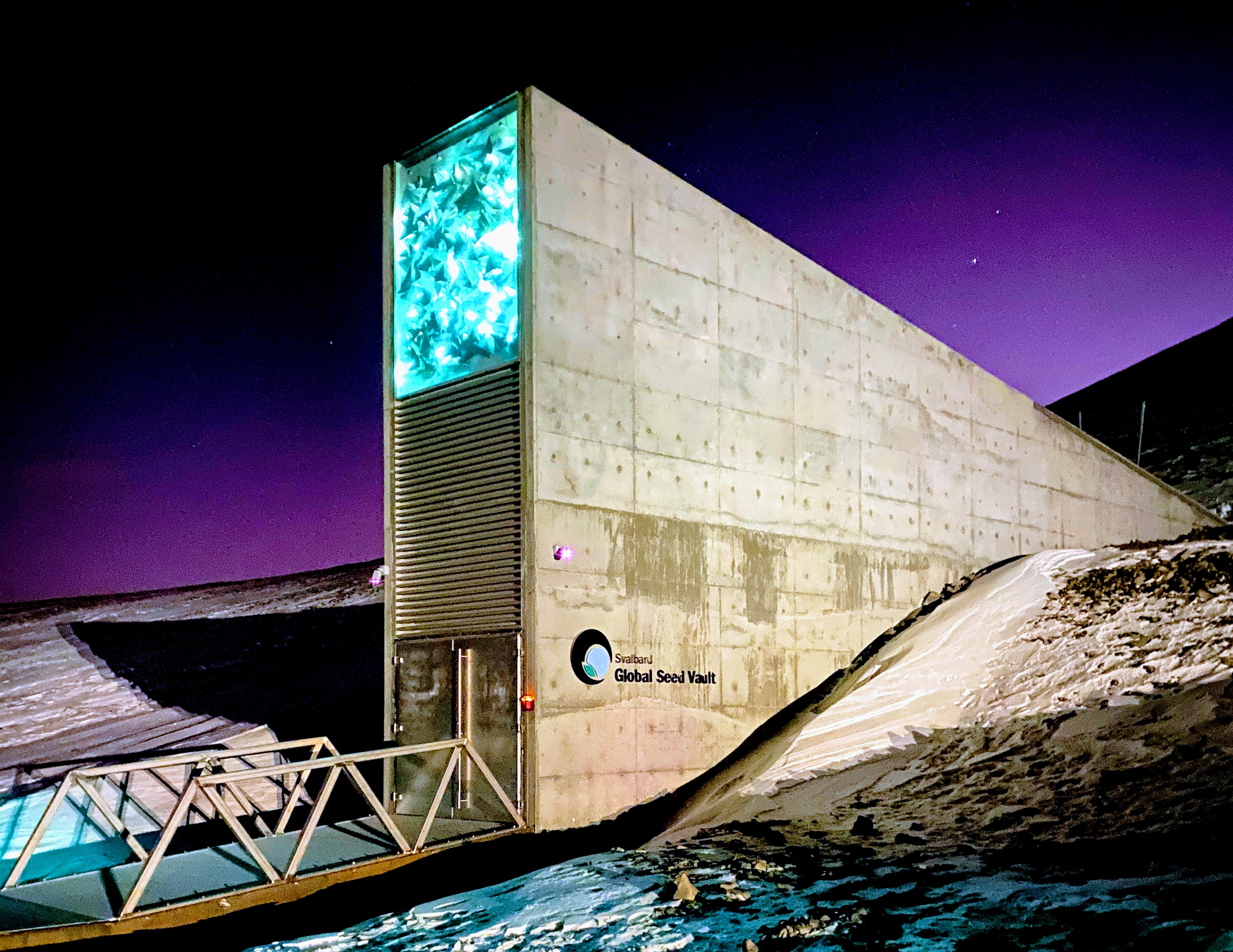
스발바르 저장고 입구

스발바르 국제 종자 저장고( - 國際種子貯藏庫, 노르웨이어: Svalbard globale frøhvelv, 영어: Svalbard Global Seed Vault)는 노르웨이령 스피츠베르겐섬 롱이어비엔에 위치한 종자 저장 시설이다. 이 시설의 목표는 핵전쟁, 소행성 충돌, 온난화로 인한 기상 이변등 지구적 규모의 재앙후에도 살아 남은 사람들이 생존할 수 있도록 식량의 씨앗을 저장하는 것이다. 성서에서 노아의 방주가 대홍수동안 지구의 동식물을 지켜낸 것에 비유하여 최후의 날 저장고(doomsday vault)라고 부르기도 한다. 총 200만개의 식물 씨앗이 있다.

## 같이 보기
- 씨앗 은행
- 노아의 방주
- 국립백두대간수목원 - 종자영구보존시설(Seed Vault)로서 아시아권에 최초로 들어선 시설
- 기원중심(Center of origin)